# محمد بن عليان النسوي
مُحَمَّدِ بْنِ عَلْيَانَ النَّسَوِيّ، واسمُه مُحَمَّدُ بْنُ عَلِيٍّ النَّسَوِيّ، أحد علماء أهل السنة والجماعة ومن أعلام التصوف السني في القرن الرابع الهجري، وصفه أبو عبد الرحمن السلمي بأنّه: «من كبار مَشَايِخ نسا، ومن أَعلَى الْمَشَايِخ همّة، لَهُ الكرامات الظَّاهِرَة»، وكان محفوظ بن محمود يقول «مُحَمَّد بن عليان إِمَام أهل المعارف»، من أهل «نسا» من قَرْيَة «بيسمة» قرب دمشق، وهو من جلّة أَصْحَاب أبي عُثْمَان الحيري، كَانَ يخرج من نسا قَاصِداً إِلَى أبي عُثْمَان فِي مسَائِل واقعات فَلَا يَأْكُل وَلَا يشرب فِي الطَّرِيق حَتَّى يأتي نيسابور فيسأله عَن تِلْكَ الْمسَائِل.

## من أقواله
- كَيْفَ لَا تُحِبُّ مَنْ لَا تَنْفَكُّ عَنْ بِرِّهِ طَرْفَةَ عَيْنٍ؟ وَكَيْفَ تَدَّعِي مَحَبَّةَ مَنْ لَا تُوَافِقُهُ طَرْفَةَ عَيْنٍ؟.[3]
- من خدم الله تَعَالَى لطلب ثَوَاب أَو خوف عِقَاب فقد أظهر خسته وَأبْدى طمعه فقبيح بِالْعَبدِ أَن يخْدم سَيّده لعوض.[1]
- الْمُرُوءَةُ حِفْظُ الدِّينِ وَصِيَانَةُ النَّفْسِ وَحِفْظُ حُرُمَاتِ الْمُؤْمِنِينَ وَالْجُودُ بِالْمَوْجُودِ، وَقُصُورُ الرُّؤْيَةِ عَنْكَ وَعَنْ جَمِيعِ، أَفْعَالِكَ.[3]
- آيَاتُ الْأَوْلِيَاءِ وَكَرَامَاتُهُمْ رِضَاهُمْ بِمَا يُسْخِطُ الْعَوَّامُ مِنْ مَجَارِي الْمَقْدُورِ.[3]